# Hanna Vikström
Hanna Sofia Vikström, född 27 januari 1995, är en svensk före detta fotbollsmålvakt. Hon spelade i Piteå IF Dam till och med 2013, då hon slutade med fotbollen.
Vikström spelade 2010–2011 fem U17-landskamper för Sverige.